# Eunice Murray

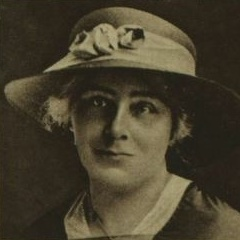
Eunice Murray, 1922

Eunice Guthrie Murray MBE (* 21. Januar 1878 in Cardross, Schottland; † 26. März 1960 ebenda) war eine britische Suffragette, Politikerin und Autorin und eine der führenden Persönlichkeiten der Women’s Freedom League in Schottland. Murray war die einzige schottische Frau als Kandidatin bei den ersten allgemeinen Wahlen im Vereinigten Königreich 1918, an denen Frauen teilnehmen konnten.

## Leben
Murray wurde als Tochter von David Murray und der in Amerika geborenen Frances Porter Stoddard geboren. Ihr Vater war ein führender Anwalt, und beide Eltern waren Unterstützer der Frauenbewegung. Murray besuchte die St Leonards School. Ihre Schwestern Dorothy und Sylvia besuchten danach die Universität, Murray jedoch nicht. Sie engagierte sich ehrenamtlich, u. a. in der Scottish Children's League of Pity, der Abstinenzbewegung und der Settlement-Bewegung. Während des Zweiten Burenkriegs war sie außerdem Mitglied der Arbitration and Peace Society.
Ab 1897 engagierte sich Murray für das Frauenwahlrecht in ihrer Region und organisierte unter anderem eine Petition.
Im Jahr 1908 trat sie der Women’s Freedom League bei und wurde bald zu deren Sekretärin für ganz Schottland außerhalb der großen Städte ernannt.  Sie wurde zur führenden Persönlichkeit in Glasgow und war 1913 Präsidentin des Scottish Council der League. Sie war eine starke Rednerin und schrieb zahlreiche Pamphlete zur Unterstützung des Frauenwahlrechts für die Women’s Freedom League. Sie lehnte den undemokratischen Charakter der Women’s Social and Political Union ab und engagierte sich daher nicht in ihr. Im November 1913 wurde sie jedoch verhaftet, als sie nach ihrer Teilnahme an der Konferenz der International Alliance of Women in Budapest vor der Downing Street eine Rede hielt. Murray hielt die Suffragetten nicht für militant; sie war der Meinung, dass die Regierung die Anstifterin für deren Verhalten war.
Die Women's Freedom League setzte ihre Kampagne für das Wahlrecht auch während des Ersten Weltkriegs fort und leistete darüber hinaus Hilfsarbeit. Die Organisation gründete ein Women's Suffrage National Aid Corps, um Frauen zu helfen, die durch den Krieg in finanzielle Schwierigkeiten geraten waren, und Murray gehörte dem Exekutivkomitee an.  Als Präsidentin des Scottish Council der League (für Edinburgh, Dundee, Paisley, Dunfermline und den (so genannten) Scottish Scattered Branch) leitete sie im September 1917 die Überprüfung der künftigen Politik, einschließlich einer Konzentration auf die „soziale Wohlfahrt“ und einer Tournee durch Schottland, um das Bewusstsein für die anstehenden Änderungen aus dem Representation of the People Act 1918 zu schärfen. Während des Krieges arbeitete Murray auch in der Munitionsfabrik William Beardmore and Company. Zudem führte sie ein Tagebuch und fand Zeit, ihren Roman The Hidden Tragedy zu schreiben.
Im April 1918 war Murray die Festrednerin bei der Pflanzung der Suffrage Oak im Kelvingrove Park in Glasgow, mit der die Gewährung des Wahlrechts an einige Frauen gefeiert wurde. Murray engagierte sich bis in die 1930er Jahre für die Women's Freedom League. Noch 1938 leitete sie eine Konferenz über die Stellung der Frau.
Murray kandidierte bei den Parlamentswahlen 1918 im Wahlkreis „Glasgow Bridgeton“ als unabhängige Kandidatin und war damit unter 17 Frauen im ganzen Königreich die einzige Frau, die in Schottland kandidierte. Sie erreichte knapp tausend Stimmen (5 %). Irgendwann zwischen 1919 und 1923 wurde sie in den Dunbartonshire Country Council gewählt, wo sie sich unter anderem für die Gleichstellung der Frau, Bildung, Wohnungsbau und Gesundheit einsetzte.
Nach dem Krieg schrieb Murray ein biografisches Buch über ihre Mutter, Frances Murray, a Memoir (1920), später dann Scottish Women of Bygone Days (1930) und A Gallery of Scottish Women (1935). Scottish Women of Bygone Days ist ein frühes Beispiel für eine sozialgeschichtliche Herangehensweise an die schottische Geschichte, während sich ein Großteil der damaligen Forschung auf die politische Geschichte konzentrierte. Sie interessierte sich für Folklore und schrieb Scottish Homespun, das mit Bildern von Puppen in den von ihr besprochenen Kostümen illustriert war. Murray fertigte viele dieser Kostüme selbst an. Sie setzte sich für die Einrichtung eines schottischen Volkskundemuseums ein.
Sie spendete Geld an den National Trust for Scotland und gehörte ab 1931 dessen Comittee an. Murray wurde 1945 mit einem Order of the British Empire ausgezeichnet. Sie heiratete nie und starb in ihrem Elternhaus in Cardross.

## Veröffentlichungen (Auswahl)
Romane
- The Hidden Tragedy. 1917.
- The Lass He Left Behind. 1918.

Sachbücher
- Frances Murray, a Memoir. Maclehose, Jackson, Glasgow 1920.
- Scottish Women of Bygone Days. Gowans & Gray, Glasgow 1930.
- A Gallery of Scottish Women. Gowans & Gray, Glasgow 1935.
- The Old School of Cardross: A Chapter in Village Life. Jackson, Son & Company, Glasgow 1949.

Vor und während des Ersten Weltkriegs schrieb sie Artikel zur Geschichte des Frauenwahlrechts in der Glasgower Zeitung Forward (1908) sowie diverse Pamphlete zu unterschiedlichen Themen, zum Beispiel The Power of Women in the Church, Women's Place in the Early Church, Women and the Church, Women in the Ministry, The Illogical Sex, Prejudices Old and New (1913), Liberal Cant (1914), Woman – The New Discovery (1916) oder Women's Value in Wartime (1917).
Ihre unveröffentlichten Tagebücher befinden sich in der Women's Library der London School of Economics.